# Федин, Василий Трофимович
 Василий Трофимович Федин (2 августа 1899 — 5 июня 1988) — советский военачальник, участник Гражданской войны, Великой Отечественной войны. Генерал-майор танковых войск (1943).

## Биография

### Начальная биография
Родился 2 августа 1899 года в селе Елизаветинка Инякинской волости Спасского уезда Рязанской губернии (ныне деревня Шиловского района Рязанской области). Русский.
Окончил 4 класса сельской школы (1913). До призыва в армию работала бондарем.
Член ВКП(б) с 1925 года. (п/б № 0262980).
Образование. Окончил 14-ю Полтавскую пехотную школу (1924), СТ КУКС «Выстрел»(1929), Ленинградские БТ КУКС (1932), АКУОС при Военная академия механизации и моторизации РККА имени И. В. Сталина., Высшие Академические курсы при Высшей военной академии им. Ворошилова (1949).

### Служба в армии
В РККА призван 22 мая 1919 года Астраханским уездным ВК. С 22 мая 1919 года красноармеец 11-го полка ВЧК 8-й армии Южного фронта. С июня 1919 года красноармеец 357-го стрелкового полка 40-й Богучарской стрелковой дивизии. С мая 1920 года красноармеец 68-го отдельного батальона войск внутренней охраны г. Астрахань. С июля 1920 года красноармеец отдельного запасного батальона 11-й армии город Астрахань.
С августа 1920 года курсант 8-х Астраханских пехотно-пулемётных курсов. С октября 1920 года курсант 14-й Полтавской военной школы командного состава.
С октября 1923 года помощник командира взвода 14-й Полтавской военной школы командного состава. С сентября 1924 года командир взвода 2-го Туркестанского полка 1-й Туркестанской стрелковой дивизии. С июля 1925 года и.д. командира роты 2-го Туркестанского стрелкового полка 1-й Туркестанской стрелковой дивизии. С мая 1926 года командир роты 2-го Туркестанского стрелкового полка 1-й Туркестанской стрелковой дивизии. С декабря 1926 года командир роты единоначальник 2-го Туркестанского стрелкового полка 1-й Туркестанской стрелковой дивизии.
С декабря 1928 года — слушатель Стрелко-тактических курсов усовершенствования комсостава им. III Коминтерна («Выстрел»).
С октября 1929 года командир роты 19-го стрелкового Нежинского полка 7-й стрелковой дивизии. С декабря 1930 года командир роты 6-го Туркестанского стрелкового полка 2-й Туркестанской стрелковой дивизии. С июня 1931 года командир роты единоначальник 6-го Туркестанского стрелкового полка 2-й Туркестанской стрелковой дивизии. С ноября 1931 года командир батальона 6-го Туркестанского стрелкового полка 2-й Туркестанской стрелковой дивизии.
С июня 1932 года слушатель Ленинградских бронетанковых курсов усовершенствования комсостава.
С сентября 1932 года помощник командира отд. танкового батальона 2-й Туркестанской стрелковой дивизии. С января 1933 года врид командира отд. танкового батальона 2-й Туркестанской стрелковой дивизии. С сентября 1932 года помощник командира отд. танкового батальона по т/части 2-й Туркестанской стрелковой дивизии.
С 4 июня 1934 года помощник командира 5-го механизированного полка по тех/части 5-й кавалерийской дивизии. С 22 сентября 1937 года и.д. помощника командира 22-й механизированной бригады по технической части (в 1938 году переименована в 26-ю легкотанковую бригаду). С 3 декабря 1939 года в распоряжении Военного совета Ленинградского ВО. С 14 мая 1940 года Помощник начальника по учебного-строевой части Казанских курсов усовершенствования технического состава.

### В годы Великой Отечественной войны
Начало Великой Отечественной войны встретил в прежней должности. Приказом НКО № 04624 от 06.06.1942 года назначен начальником Казанской высшей офицерской технической бронетанковой школы (до 8 октября 1943 г. — Казанских Курсов Усовершенствования Военно Технического состава АБТВ Красной Армии).
С 26.11.1947 года. в распоряжении Командующего БТ и МВ.
С 15 июня 1948 года слушатель Высших Академических курсов при Высшей военной академии им. Ворошилова.
26.04.1949 года назначен Командующим БТ и МВ Архангельского военного округа.
С 15.02.1951 года в распоряжении 10-го отдела 2-го главного управления Генштаба СА. Затем военный советник при Командующем БТ и МВ в Китайской Народной Республике.
Приказом МО СССР № 03367 от 16.07.1954 года уволен в запас по статье 59 б. Жил в Москве.
Умер 5 июня 1988 года. Похоронен в Москве на Востряковском кладбище.

## Награды
- Орден Ленина(21.02.1945)[3],
- два ордена Красного Знамени(03.11.1944)[4],(15.11.1950)[5],
- Орден Отечественной войны I степени(06.04.1985)[6],
- два Ордена Красной Звезды (15.12.1943)[7], (03.11.1944)[8].
  - Медалями
  - «За победу над Германией в ВОВ 1941—1945 гг.» (09.05.1945)[9],

и другие.
- Знак МО СССР «25 лет Победы в Великой Отечественной войне» (24 апреля 1970[10])

## Память
- На могиле установлен надгробный памятник.
- Имя воина увековечено в Главном Храме Вооружённых сил России, и навсегда запечатлено на мемориале «Дорога памяти»[11]